# Banque Solfea
La Banque Solfea était une filiale de Engie et de BNP Paribas Personal Finance spécialisée dans la conception et le montage de financements d’équipements, afin d’améliorer l’efficacité énergétique du logement.
Le 1er mars 2017 BNP PARIBAS PERSONAL FINANCE a repris les activités de la banque SOLFEA.

## Histoire
La Banque Petrofigaz, ancien nom de la Banque Solfea a été créée en 1956.
En 1996, la Banque Petrofigaz concentre son activité sur le financement d’installations au gaz naturel dans le secteur résidentiel public et privé autour de prêts à taux aidé par Gaz de France. 
La banque change de nom en 2004 et devient Banque Solfea, et élargit alors ses prêts pour les destiner au financement de tous les travaux permettant l'amélioration de l'habitat.
Différents événements de marché impactent fortement le métier de la Banque :
- La mise en place de Certificat d'économies d'énergie (CEE)[4]
- L'ouverture à la concurrence des marchés de l'énergie sur la clientèle des particuliers dès juillet 2007[5]
- Le Grenelle de l’Environnement en octobre 2007 et ses lourds impacts sur le secteur du bâtiment[6].

L'activité de la Banque Solfea évolue pour passer du chauffage au gaz au confort de vie des particuliers à l’éco-efficacité dans le logement. 
En 2010, la Banque Solfea connaît une croissance de 33 % de la production de crédit.

### Dirigeants
Les dirigeants sont actuellement Jean-Baptiste DEVALLAND (Directeur Général) et Valérie Ruiz-Domingo (directeur général délégué) avec Olivier Feist comme président du conseil d'administration.

## Actionnariat
Les actionnaires principaux sont Engie à 55 % et BNP Paribas Personal Finance à 45 %.

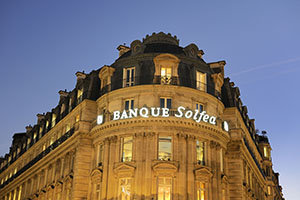
Siège de la Banque Solfea, place de l’Opéra à Paris.

Chiffres d'affaires 2011 : 293 millions d’euros
Résultat 2011 : 1,3 million euros

## Activités
La Banque Solfea propose des prêts dédiés à la rénovation du logement (crédit affecté).
Elle accompagne la démarche ECO Artisan, qui consiste à proposer à des particuliers souhaitant réaliser des travaux de performance énergétique, le service d’artisans qui possèdent une compétence globale en matière d’évaluation thermique et de conseil sur l’efficacité énergétique et la réalisation des travaux.
La Banque Solfea est aussi signataire de la charte permettant la mise en place l’éco-prêt à taux zéro, qui permet de financer la rénovation énergétique des logements, et ainsi de réduire les émissions de gaz à effet de serre.
Début 2011, la Banque Solfea a noué un partenariat avec la CAPEB (Confédération de l'artisanat et des petites entreprises du bâtiment), marquant une volonté commune de défendre une croissance verte et d’apporter aux artisans et aux particuliers un éventail d’outils et d’informations.